# Fort Amsterdam (New York)

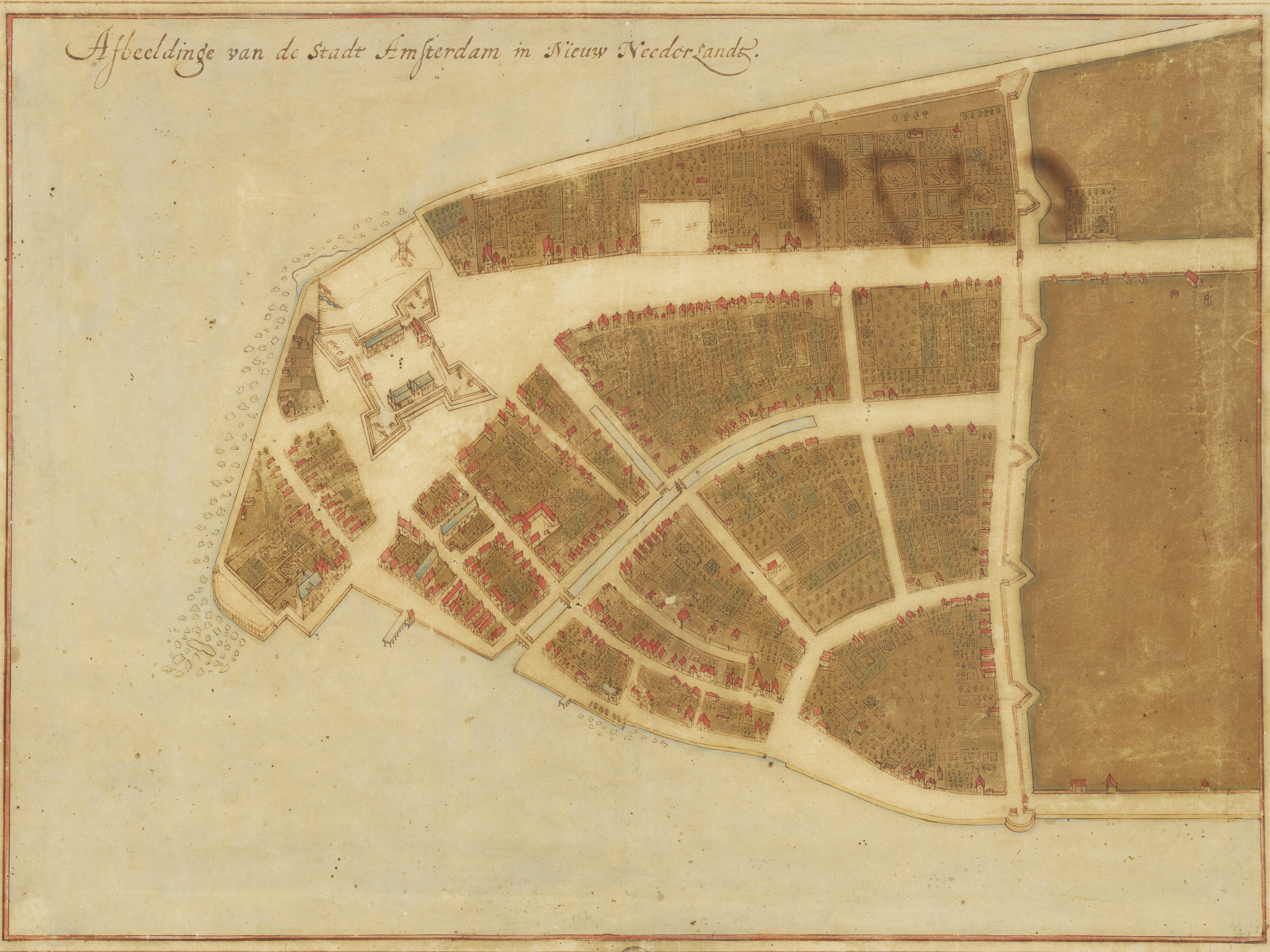
Der Castello-Plan von 1660 zeigt Neu-Amsterdam mit dem Fort und dem Wall

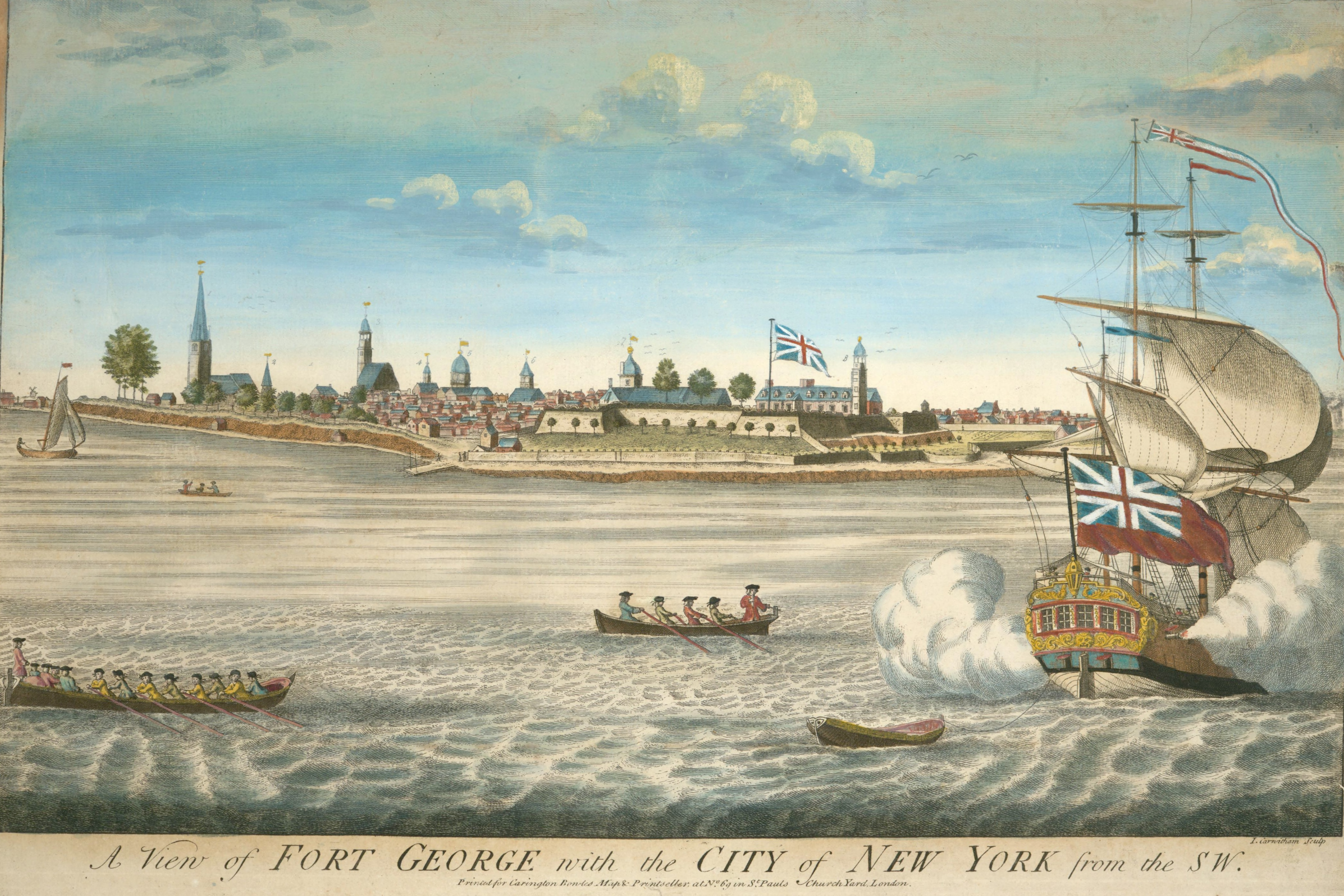
Das Fort während der britischen Kolonialzeit auf einer Stadtansicht New Yorks um 1730

Fort Amsterdam war Verwaltungssitz und Festung der niederländischen Westindien-Kompanie auf der Insel Manhattan, einem heutigen Stadtteil von New York.

## Frühzeit
Am 4. Mai 1626 traf der neue Generalgouverneur der West-Indischen Kompanie, Peter Minuit, mit einigen Siedlerfamilien mit dem Schiff von Holland kommend auf Manhattan ein und begann mit dem Bau von Fort Amsterdam. Das Fort sollte sowohl der Sitz der West-Indischen Kompanie für ihre Kolonie Neu Niederlande auf dem nordamerikanischen Kontinent sein, als auch ein militärischer Schutz für die Bediensteten der Kompanie, wie auch der von der Kompanie nach Manhattan und Umgebung gebrachten Siedler.
Das erste Bauwerk auf dem als Fort vorgesehenen Gelände an der Südspitze von Manhattan war ein Blockhaus umgeben von einem Palisadenzaun. Im Oktober 1628 erreichte ein Schiff Amsterdam mit der Meldung, dass das Fort Amsterdam mit vier Bastionen und Außenwänden aus Stein fertiggestellt sei.
1629 wurde von der Westindien-Kompanie mit einer Urkunde beschlossen nicht nur Handel mit der Kolonie zu betreiben, sondern gezielt Siedler in die Kolonie zu bringen für die Entwicklung der Kolonie. In Punkt XXXI dieser Urkunde vom 7. Juni 1629 verspricht die Gesellschaft, „das Fort auf der Insel Manhattan“ fertigzustellen und so schnell wie möglich in Verteidigungsbereitschaft zu versetzen. Das 1628 als fertiggestellt gemeldete Fort konnte bei einer Einwohnerzahl von 270 Europäern auf Manhattan nur ein einfachster Bau gewesen sein. Am 13. August 1630 wurde die besagte Urkunde der Westindien-Kompanie im Fort Amsterdam verkündet, doch eine Besiedlung der Kolonie in größerem Umfange fand nicht statt und die Bauarbeiten an dem Fort sind in den kommenden Jahrzehnten als geringfügig anzusehen.

## Fort in der Stadt
Als zusätzlichen Schutz für das um das Fort zu einer kleinen Stadt angewachsenen Neu Amsterdam mit seinen etwa 2000 Einwohnern wurde 1652 einige hundert Meter nördlich des Forts ein Wall mit einer Holzpalisade darauf – das Südende der Insel Manhattan abschließend – errichtet. Heute verläuft entlang des ehemaligen Walls die Wall Street.
Am 26. August 1664 traf ein englisches Geschwader vor Neu Amsterdam ein und verlangt die Übergabe der Stadt. Ohne Kampf wurde die Stadt schließlich übergeben. Am 8. September 1664 verließ die holländische Garnisonstruppe das Fort und schifft sich nach Holland ein. Das Fort wurde von den Engländern in Fort James umbenannt.
Während der Wirren in den Jahren 1688/89 in England, während denen der Niederländer Wilhelm III. von Oranien König von England wurde, machte sich Jakob Leisler 1689 zum Oberhaupt der Stadt New York, wie Neu Amsterdam mit seinem Fort Amsterdam seit der Umbenennung durch die Engländer 1664 genannt wird. Der Deutsche Leisler war 1660 als niederländischer Offizier ins Fort Amsterdam gekommen. Im Januar 1691 landeten englische Truppen in New York, gegen die sich Leisler sechs Wochen lang im Fort verschanzte, bis er aufgab.

## Ende
Das Fort wurde 1787 abgetragen für den Bau des Government House, dem neuen Sitz des New Yorker Bürgermeisters. Das Government House diente ab 1815 als Zollgebäude für den Hafen von New York. Nach dem Abriss des Government House wurde 1907 das neue Zollgebäude auf dem Gelände des ehemaligen Forts Amsterdam fertiggestellt und dient heute als Museum.